# Marcus Terentius Varro Lucullus
Marcus Terentius Varro Lucullus (ca. 116 v.Chr. - ca. 56 v.Chr.) was een Romeins staatsman en militair. Marcus Terentius Varro was de jongere broer van de succesvolle generaal Lucius Licinius Lucullus.

## Biografie
Marcus Lucullus werd geboren als een zoon uit een plebejische tak van de Gens Licinia-Lucullii. Na zijn adoptie nam hij de naam van zijn adoptievader aan. Ten tijde van de Eerste Romeinse Burgeroorlog ging Marcus Lucullus samen met zijn broer Lucius Licinius Lucullus dienen in het leger van de dictator Lucius Cornelius Sulla. In 81 v.Chr. werd hij benoemd tot Pontifex, op voordracht van zijn oom Quintus Caecilius Metellus Pius, de pontifex maximus.
In 79 v.Chr. diende hij samen met zijn broer Lucius Lucullus als aedile. Drie jaar later werd hij benoemd tot praetor en in die functie was hij rechter bij het proces van Julius Caesar tegen Gaius Antonius Hybrida. In 73 werd Marcus Lucullus samen met Gaius Cassius Longinus benoemd tot consul. Na zijn consulaat werd hij proconsul van de provincie Macedonia. Hij gebruikte zijn positie om de Thracischre stam de Bessi te verslaan. In navolging hiervan marcheerde Marcus Lucullus verder naar de Zwarte Zee, waar hij verschillende Griekse steden innam die Mithridates VI van Pontus steunde in zijn oorlog tegen de Romeinen. Voor zijn veroveringen mocht Marcus Lucullus in 71 v.Chr. een triomftocht houden in de straten van Rome.
In 66 v.Chr. werd Marcus Lucullus aangeklaagd voor zijn daden tijdens het bewind van Sulla. De aanklager Gaius Memmius Gemellus verloor de zaak. Tijdens de ballingschap van Cicero zette Marcus Lucullus zich er voor in dat de ballingschap werd opgeheven. Nadat zijn broer Lucius Lucullus langzamerhand zijn verstand verloor trad Marcus Lucullus op als zijn persoonlijke bewaker. Niet lang na de dood van Lucius Lucullus stierf ook Marcus in 56 v.Chr.